# Мараш, Михаил Робертович
Михаил Робертович Мараш (20 декабря 1927 года, Нижний Новгород — 25 января 1987 года) — советский литератор, журналист, режиссёр Горьковской студии телевидения. Заслуженный работник культуры РСФСР. Член Союза театральных деятелей.
Член Союза журналистов СССР.
Один из создателей Нижегородского областного телевидения.

## Биография
Родился 20 декабря 1927 года в Нижнем Новгороде.
В 1946 году окончил Горьковский авиационный техникум, получив специальность техник-технолог.
Год отработал на Заводе имени Орджоникидзе.
В 1951 году окончил Горьковское театральное училище. С 1951 по 1957 год служил актёром Горьковского театра драмы. В 1957 году на период подготовки к VI фестивалю молодёжи и студентов получил направление областного комитета ВЛКСМ на должность художественного руководителя-режиссёра в эстрадный молодежный оркестр.
Продолжив обучение в Ленинградском государственном институте театра, музыки и кинематографии по специальности режиссура драмы в 1969 году получил квалификацию режиссёра телевидения. С 1958 по 1987 год работал по специальности на Горьковской студии телевидения.
Стоял у начал телевидения Горьковской области, был автором и режиссёром первых телевизионных спектаклей для детей, первых массовых телевизионных праздников и конкурсов.
Ряд созданных им на телевидении фильмов и программ были удостоен званий лауреат на Всесоюзных фестивалях.
Выступил как поэт, песни на его слова стали хорошо известны горьковчанам. Песня «Искатели» («Не хочу быть простым попутчиком, Запишите меня в искатели!..», музыка Анатолия Бурдова) много лет звучала по Центральному радио как заставка к программе «Ровесники»; «Спасибо, солдат!», «Песня о военном детстве», «Площадь над Волгой» продолжают звучать в концертах и в программах Нижегородского радио. Автор слов фольклорных песен о родной телестудии.
Выступал постановщиком творческих вечеров деятелей культуры — вечера становились блестящими обаятельными и остроумными спектаклями.
За свою профессиональную деятельность был награжден:
- 1967, 1974, 1978 — Почётная грамота комитета по радиовещанию и телевидению при Совете Министров СССР.
- 1970 — диплом комитета по радиовещанию и телевидению при Совете Министров СССР.
- 1975 — телевизионная программа «Марш энтузиастов», где М.Мараш был одим из авторов-режиссеров, получила Главный приз фестиваля молодежных редакций в Кишиневе.
- 1975 — песня «Спасибо, солдат!» на стихи М.Мараша получила Диплом на Всесоюзном конкурсе патриотической песни
- 1977 — Лауреат Горьковской областной премии журналистов.

Похоронен на Бугровском кладбище Нижнего Новгорода.